# Berberodes fasciata
Berberodes fasciata är en fjärilsart som beskrevs av W. Warren 1909. Berberodes fasciata ingår i släktet Berberodes och familjen mätare. Inga underarter finns listade i Catalogue of Life.